# Кимитина
Кимитина — потухший вулкан на полуострове Камчатка, Россия.
Вулкан относится к Козыревскому вулканическому району.
Находится на правобережье реки Большой Кимитиной, в её верхнем течении.
Форма вулкана представляет собой пологий конус. В географическом плане вулканическое сооружение имеет форму правильной окружности диаметром 7 км, площадью в 30 км². Объём изверженного материала около 8 км³. Абсолютная высота — 1438 м, относительная: 700 м.
Состав продуктов извержений вулкана представлен базальтами.
Деятельность вулкана относится к верхнечетвертичному периоду.